# 시바타 류타로
시바타 류타로(일본어: 柴田 隆太朗, 1992년 11월 25일 ~ )는 일본의 전 축구 선수이다.

## 구단 경력
그는 2015년부터 2017년까지 J리그의 마쓰모토 야마가 FC에서 활동하였다.